# Cantó de Rouvroy
El cantó de Rouvroy és un cantó francès del departament del Pas de Calais, situat al districte de Lens. Té 3 municipis i el cap és Rouvroy.

## Municipis
- Drocourt
- Méricourt (part)
- Rouvroy

## Història
| Data d'elecció                           | Identitat        | Partit | Qualitat |
| ---------------------------------------- | ---------------- | ------ | -------- |
| 1985-2001                                | Yves Coquelle    | PCF    |          |
| 2001-                                    | Dominique Watrin | PCF    |          |
| les dades anteriors no són pas conegudes |                  |        |          |
|                                          |                  |        |          |

## Demografia
| A partir de 1990: Població sense dobles comptes |